# Matrinchã
Matrinchã este un oraș în Goiás (GO), Brazilia.